# Solemya pusilla
Solemya pusilla is een tweekleppigensoort uit de familie van de Solemyidae. De wetenschappelijke naam van de soort is voor het eerst geldig gepubliceerd in 1861 door Gould.